# Rangeren

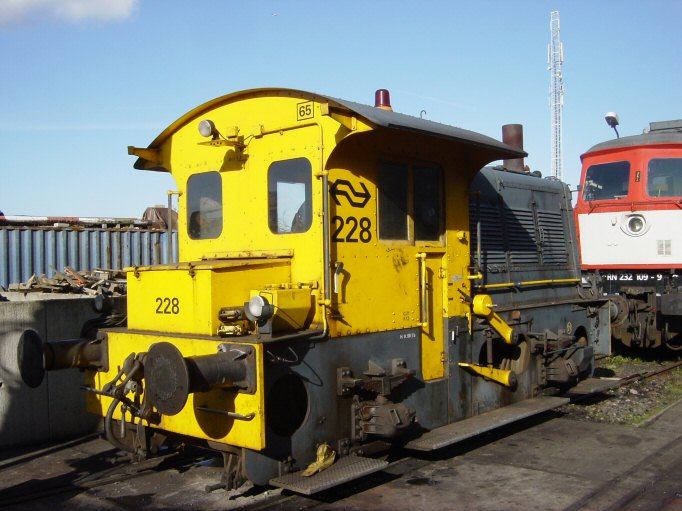
Rangeerlocomotief serie NS 200/300, in jargon een sik.

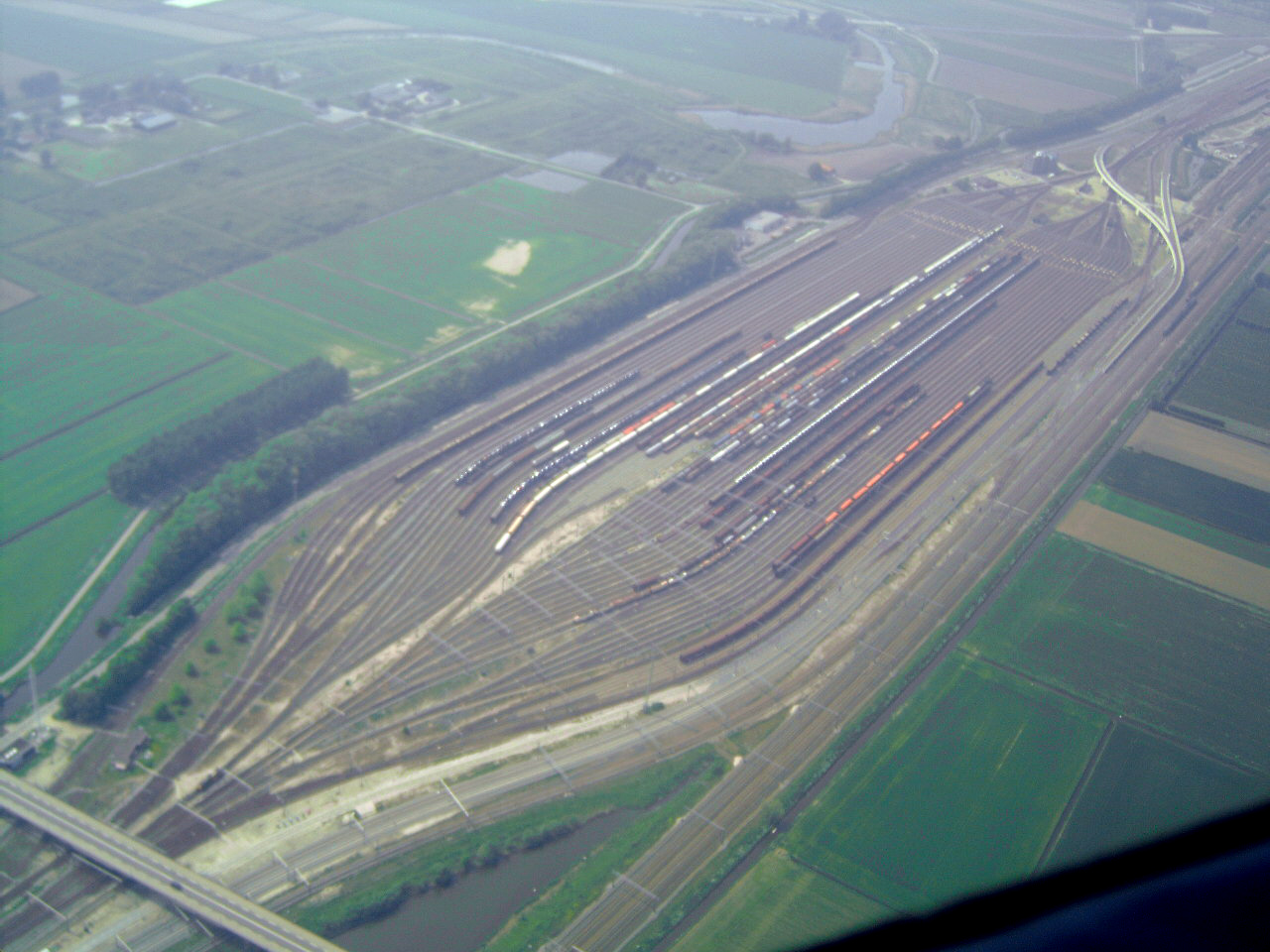
De spoorbundel met opstel- en verdeelsporen van rangeerterrein Kijfhoek.

Rangeren is het verplaatsen van spoorwegmaterieel over een kleine afstand en met lage snelheid. Eén enkele verplaatsing wordt een rangeerbeweging genoemd. Het begrip rangeren wordt niet gebruikt voor ritten of verplaatsingen die nodig zijn voor onderhoud of herstel, en ook niet voor (korte of langzame) ritten voor het vervoer van personen en/of goederen. Rangeren vindt gewoonlijk plaats op een rangeerterrein, spoorwegemplacement of station.

## Rangeerbewegingen
Voorbeelden van rangeerbewegingen zijn:
- het verplaatsen van een locomotief, motorrijtuig of treinstel, bijvoorbeeld:
  - het voorbrengen van materieel van een opstelspoor naar een perronspoor;
  - het afvoeren van materieel van een perronspoor naar een opstelspoor.

Rangeervoorbeelden waarbij gewoonlijk meerdere rangeerbewegingen nodig zijn:
- het 'omlopen' van een locomotief van de ene zijde van de trein naar de andere zijde;
- het wijzigen van de treinsamenstelling door:
  - het bijplaatsen en aan- of afkoppelen van spoorwegrijtuigen;
  - het bijplaatsen of 'aftrappen' (ontkoppelen) van treinstellen;
  - het uitzetten van defecte voertuigen;
  - het aan- of afkoppelen van goederenwagons;
  - het plaatsen of 'uithalen' (wegslepen) van wagons op bijvoorbeeld een laad- of losspoor;
  - het sorteren van goederenwagons naar bestemming (heuvelen of stoten).

## Werkwijze
Bij rangeren rijdt men met lage snelheid, in Nederland en België maximaal 40 km/h.
Een rangeerdeel voert zowel aan de voor- als achterzijde het rangeersein. In Nederland is dat één witte of gele lamp; in België twee.
Bij rangeren wordt vaak een rangeerlocomotief gebruikt. Na het samenstellen van de trein door rangeerders en rangeermachinisten wordt de treinlocomotief tegen de wagens gerangeerd, wordt een remproef genomen en de rijdende machinist ingelicht over de eigenschappen van de trein, zoals de lengte, het aantal voertuigen, eventuele gevaarlijke stoffen en de maximumsnelheid.

## Figuurlijk
Het woord rangeren wordt ook figuurlijk gebruikt: iemand die bijvoorbeeld door zijn werkgever wordt ontslagen en nergens meer nodig is, voelt zich uitgerangeerd.